# Dəliməmmədli
Dəliməmmədli è un comune dell'Azerbaigian situato nel distretto di Goranboy. Conta una popolazione di 5 513 abitanti.